# Francisque Collomb
Francisque Collomb (ur. 19 grudnia 1910 w Saint-Rambert-en-Bugey, zm. 24 lipca 2009 w Lyonie) – francuski polityk, przedsiębiorca i samorządowiec, senator i mer Lyonu, poseł do Parlamentu Europejskiego I kadencji.

## Życiorys
Urodził się jako ostatnie, siódme dziecko w ubogiej rodzinie, w wieku 9 lat stracił ojca. Uczył się w szkole w Belley, od piętnastego roku życia pracował na roli, następnie przeniósł się do Lyonu. Pracował tam jako szklarz i w przemyśle chemicznym, w latach 40. został właścicielem przedsiębiorstw z branży papierniczej i chemicznej. Od 1962 był wiceszefem, a od 1969 szefem centrum wystawienniczego Foire de Lyon.
W 1959 został wybrany do rady miejskiej Lyonu z listy Unii na rzecz Nowej Republiki, zasiadał w niej nieprzerwanie do 1995, reprezentując głównie partie gaullistowskie. Od 1965 był zastępcą mera miasta, ponadto od 1973 należał do rady regionu administracyjnego Rodan-Alpy. W latach 1968–1995 przez trzy kadencje pozostawał członkiem Senatu. W 1977 został merem Lyonu po śmierci Louis Pradela, odnawiał mandat w wyborach w 1978 i 1983. W 1979 wybrany posłem do Parlamentu Europejskiego, przystąpił do Europejskiej Partii Ludowej. W międzyczasie w 1982 związał się z Komitetami Akcji Republikańskiej Bruno Mégreta.

## Odznaczenia
Oficer Legii Honorowej (2004).